# 昂盖尔尼
昂盖尔尼（法語：Anguerny，法語發音：[ɑ̃ɡɛʁni] ⓘ）是法国卡尔瓦多斯省的一个旧市镇，属于卡昂区。2016年，昂盖尔尼与市镇科隆比叙塔昂合并为新市镇科隆比-昂盖尔尼，昂盖尔尼为新市镇行政中心。

## 地理
昂盖尔尼（49°15'57"N, 0°23'54"W）面积2.85 平方千米，位于法国诺曼底大区卡爾瓦多斯省，该省份为法国西北部沿海省份，北濒大西洋英吉利海峡，东北与滨海塞纳省以海上边界相接，东临厄尔省，南至奧恩省，西与芒什省接壤。
与昂盖尔尼接壤的市镇（或旧市镇、城区）包括：阿尼西、科隆比叙塔昂、杜夫尔-拉代利夫朗德、马蒂厄。

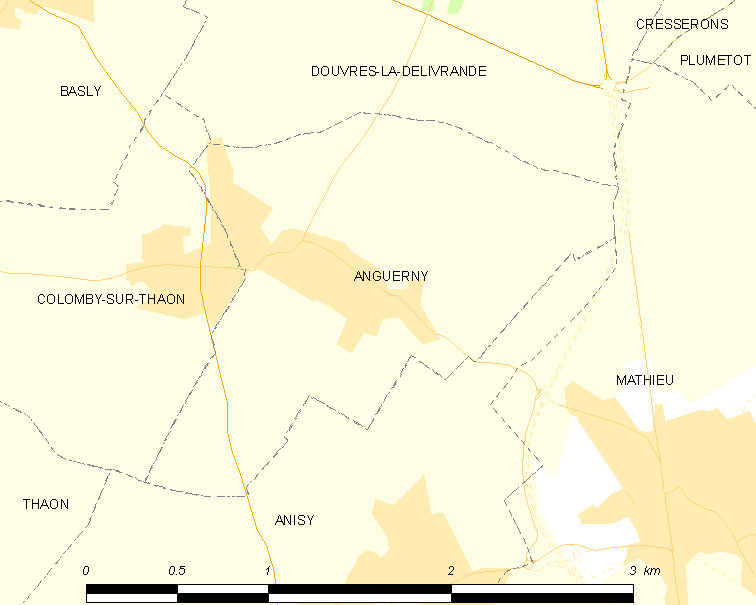
昂盖尔尼的OSM定位图

昂盖尔尼的时区为UTC+01:00、UTC+02:00（夏令时）。

## 行政
昂盖尔尼的邮政编码为14610，INSEE市镇编码为14014。

## 政治
昂盖尔尼所属的省级选区为滨海库尔瑟勒县。

## 人口

1962-2008年间昂盖尔尼人口变化图示

昂盖尔尼于2013时的人口数量为754人。